# Wiel Teeuwen
Wiel Teeuwen (Venlo, 9 maart 1938 – 24 juni 2024) was een Nederlands voetballer die bij voorkeur als rechtsbinnen speelde. Hij kwam tijdens zijn profloopbaan uitsluitend uit voor VVV en was een jongere broer van clubicoon Herman Teeuwen.

## Loopbaan
Teeuwen speelde vanaf zijn twaalfde jaar in de jeugd van VVV en debuteerde er op 24 september 1961 in het eerste elftal in een thuiswedstrijd tegen Sparta (1-1). Zijn enige competitiedoelpunt in het betaald voetbal scoorde hij op 20 mei 1962, in een thuiswedstrijd tegen Fortuna '54 (3-0). In 1963 vertrok Teeuwen naar amateurclub SC Irene. Na afloop van zijn voetballoopbaan verrichtte de Venlonaar diverse werkzaamheden voor VVV, eerst als scout en later als elftalleider. In oktober 1981 volgde hij Theo Janssen op als technisch manager. Deze functie vervulde hij bijna 12 jaar, tot hij in juli 1993 werd opgevolgd door Frans Nijssen. Drie jaar later keerde Teeuwen weer terug in de voetballerij. Van 1996 tot 1998 was hij technisch manager bij Helmond Sport.
Ook nadien is Teeuwen betrokken gebleven bij VVV. Sedert 2000 is hij 17,5 jaar bestuurslid (waarvan 12,5 jaar voorzitter) geweest van Ald VVV, de in 1948 opgerichte vereniging van oud-spelers van de Venlose club. Bij het 70-jarig bestaan van Ald VVV op 11 mei 2018 nam Teeuwen afscheid. Hij droeg de voorzittershamer over aan zijn opvolger Frans Koppers.

## Overlijden
Teeuwen overleed op 24 juni 2024 op 86-jarige leeftijd na een langdurig ziekbed. Zijn in 2003 overleden broer Herman werd als clubicoon al herdacht met de Herman Teeuwen Memorial. VVV heeft besloten om deze jaarlijkse wedstrijd vanaf 2025 om te dopen in Herman & Wiel Teeuwen Memorial.

## Profstatistieken
| Seizoen         | Club            | Competitie      | Competitie | Competitie | Beker | Beker | Intertoto | Intertoto | Totaal | Totaal |
| Seizoen         | Club            | Competitie      | Wed.       | Dlp.       | Wed.  | Dlp.  | Wed.      | Dlp.      | Wed.   | Dlp.   |
| --------------- | --------------- | --------------- | ---------- | ---------- | ----- | ----- | --------- | --------- | ------ | ------ |
| 1959/60         | VVV             | Eredivisie      | 0          | 0          | 0     | 0     | —         | —         | 0      | 0      |
| 1960/61         | VVV             | Eredivisie      | 0          | 0          | 0     | 0     | —         | —         | 0      | 0      |
| 1961/62         | VVV             | Eredivisie      | 13         | 1          | 0     | 0     | 0         | 0         | 13     | 1      |
| 1962/63         | VVV             | Eerste divisie  | 2          | 0          | 1     | 0     | —         | —         | 3      | 0      |
| Carrière totaal | Carrière totaal | Carrière totaal | 15         | 1          | 1     | 0     | 0         | 0         | 16     | 1      |